# Пять (фильм, 2003)
«Пять» (2003) (перс. پنج‎), также известный как «Пять посвященных Озу» — иранско-французский документальный фильм режиссёра Аббаса Киаростами. Фильм состоит из пяти длинных частей, снятых у океана. Как и в фильме режиссёра Озу, камера никогда не перемещается, не масштабируется и не поворачивается. Нет диалога, и только одна съемка показывает людей.

## Сюжет
Пять последовательностей:
1) кусочек коряги на берегу моря, несущийся по волнам 2) люди, идущие по берегу моря. Самые старые останавливаются, смотрят на море, затем уходят 3) Размытые фигуры на зимнем пляже. Свора собак. История любви 4) Группа громогласых уток пересекает изображение, сначала в одном направлении, затем в другом 5) Пруд, ночью. Лягушки, дающие спонтанный концерт. Буря, затем восход солнца.